# Caduta massi (album)
Caduta massi è il tredicesimo album di inediti della cantante italiana Donatella Rettore, pubblicato il 10 maggio 2011 dall'etichetta discografica Edel Music.

## Descrizione
Pubblicato a sei anni di distanza dall'ultimo album di inediti (Figurine), Caduta massi è caratterizzato da sonorità rock ed è composto da canzoni incentrate sulle varie fasi della vita: la giovinezza (Adolescente e L'estate è un'onda breve), l'età adulta (Caduta massi, Ghepardo) e la vecchiaia (Se morirò, La vecchiaia). All'album hanno collaborato Platinette nel brano Caduta massi e il rapper Nottini Lemon in Se morirò, Callo e Lamette Katana.
L'album è stato anticipato dal singolo L'onda del mar, pubblicato il 21 aprile 2011. I brani Callo e Se morirò sono stati rilasciati solo come singoli radiofonici, inviati alle radio rispettivamente il 29 giugno 2011 e il 25 maggio 2012  La bonus track Lamette Katana è stata pubblicata esclusivamente in vinile ad edizione limitata nel luglio 2011. Per i brani L'onda del mar e Se morirò sono stati prodotti videoclip.

## Tracce
1. Caduta massi (feat. Platinette)
2. Chi tocca i fili muore
3. Adolescente
4. Ghepardo
5. L'onda del mar
6. Callo (feat. Nottini Lemon)
7. Se morirò (feat. Nottini Lemon)
8. La vecchiaia (è una grave malattia che colpisce anche i giovani)
9. Così ti piace
10. L'estate è un'onda breve
11. Lamette Katana (feat. Nottini Lemon) ((iTunes Bonus track))

## Formazione
- Donatella Rettore – voce
- Maurizio Galli – basso, cori
- Fabrizio Cesare – tastiera, pianoforte
- Massimo Fumanti – chitarra
- Marcello Surace – batteria
- Angelo Torregrossa – tromba
- Danilo Montalbano – trombone
- Andrea Bono – sax
- Veronica Giuffrè, Claudio Rego – cori

## Classifiche
| Classifica (2011) | Posizione massima |
| ----------------- | ----------------- |
| Italia            | 26                |